# Йонкка, Яакко
Яакко Йонкка (фин. Jaakko Jonkka; 12 февраля 1953, Лавиа, Турку-Пори — 4 января 2022, Хельсинки) — государственный деятель Финляндии, канцлер юстиции (2007—2017).

## Биография
Родился 12 февраля 1953 года в Лавиа.
В 1977 году окончил юридический факультет университета Турку со степенью магистра права. Продолжил обучение на юридическом факультете Хельсинкского университета, где в 1987 году получил степень лиценциата в области права, а в 1991 году докторскую степень.
С 1981 по 1985 год работал прокурором в городе Лахти, а с 1985 по 1992 год — ассистентом в Хельсинкском университете.
С 1993 по 2001 год занимал различные должности в бюро канцлера юстиции, а с 2001 годы был заместителем канцлера.
С июля 2007 по май 2017 года занимал должность канцлера юстиции Финляндии. В мае 2017 года вышел на пенсию.
Скончался 4 января 2022 года.